# Ramka (telewizja)
Ramka (ang. frame) – w technice telewizyjnej oznacza pełny obraz transmitowany lub wyświetlany na ekranie. W systemach TV wykorzystujących przeplot istnieje rozróżnienie między ramką (obrazem) i półobrazem, zwanym również polem.